# Ålsten
Ålsten – dzielnica (stadsdel) Sztokholmu, położona w jego zachodniej części (Västerort) i wchodząca w skład stadsdelsområde Bromma. Graniczy z dzielnicami Höglandet, Olovslund, Abrahamsberg, Stora Mossen, Äppelviken i Smedslätten oraz przez jezioro Melar z gminą Ekerö.
Według danych opublikowanych przez gminę Sztokholm, 31 grudnia 2020 r. Ålsten liczyło 3338 mieszkańców. Powierzchnia dzielnicy wynosi łącznie 1,66 km², z czego 0,33 km² stanowią wody Melaru.